# Мертл Кук
Мертл Алис Кук (Myrtle Alice Cook , Торонто, 5. јануар 1902 — Елора, 18. март 1985) била је канадска атлетичарка, чија је специјалност била трка на 100 метара.

## Биографија
У младости се бавила тенисом, хокејом на леду, кошарком, куглањем и бициклизмом. Атлетику је започела тренирати са 15 година. Од 1920. почела се залагати за већу заступљеност жена у политици и спорту. Један је од оснивача првог канадског атлетског клуба за жене 1923.
Дана 2. јула 1928. у Халифаксу, у трци на 100 метара изједначила је светски рекорд Бети Робинсон (САД) од 12.0, што је побољшање за осам десетина секунде од резултата прве светске рекордерке британке Мери Лајнс.
Рекорд је постављен месец дана пре почетка Летњих олимпијских игара 1928. у Амстердаму чиме је Кукова проглашена за фаворита у трци на 100 метара на Играма. У финалној трци је дисквалификована због два погрешна старта. Овај неуспех је поправила освајањем златне медаље и постављања светског и првог олимпијског рекорда од 48.4 са штафетом 4 х 100 метара у којој су, сем Кукове,још трчале Фани Розенфилд, Етел Смит, Џејн Бел.
Након завршетка игара, у Торонту и Монтреалу су прослављени успеси канадских атлетичара на којима је присуствовало око 300 000 посетилаца.
Мертл Кук је до 1931. освајала канадска првенства у тркама на 100 метара и 60 метара.
Године 1929. постала је новинар за Montréal Daily Star у ком је писала недељну колумну посвећену женском спорту.
Умрла је у Елори, Онтарио 1985. у 83. години.